# Lengyel Anna
Lengyel Anna (Budapest, 1969. július 4. – 2021. április 15.) magyar dramaturg, műfordító.

## Életpályája
Édesapja Lengyel Péter író, édesanyja Takács Zsuzsa költő.  Húga Lengyel Zsuzsa, a Radnóti Miklós Gimnázium vezető angoltanára (1971). Négyéves korában közös otthonukból elköltözött édesapja, aki azonban rendszeres jelenlét maradt a gyerekek életében, s akihez 16 éves korában odaköltözött. Az Óbudai Árpád Gimnáziumban érettségizett, majd az Eötvös Loránd Tudományegyetemre jelentkezett angol és – édesapja második felesége, Zsolt Angéla klasszika-filológus hatására – latin szakra. Négy év után a latint amerikanisztikára cserélte és az ELTE BTK Angol–Amerikai Intézetében folytatta a tanulmányait, s végül csak angolból diplomázott.
1992–1997 között a Színház- és Filmművészeti Főiskola dramaturg szakos hallgatója volt, itt szerezte második diplomáját. Ösztöndíjjal tanult egy iowai egyetemen is egy fél évig, majd 1997–1998 között Fulbright-ösztöndíjas PhD-hallgató volt a New York-i Columbia Egyetemen. 1994–2002 között a kaposvári Csiky Gergely Színházban főleg Eörsi István, Ascher Tamás, Keszég László, Bezerédi Zoltán és Kelemen József mellett dolgozott. 2003-tól a Színház- és Filmművészeti Egyetem oktatója volt. 2004–2008 között a Krétakör Színház dramaturgjaként saját szabadegyetemet és nemzetközi drámák felolvasószínházi sorozatát szerkesztette és vezette a produkciós dramaturgia mellett.
2008-ban megalapította saját független dokumentumszínházát, a PanoDrámát, amely elsősorban szó szerinti, ún. verbatim előadásairól ismert. Emellett továbbra is folyamatosan dolgozik külföldön, többek között Ascher Tamás, Schilling Árpád és Alföldi Róbert mellett dramaturgként és német, illetve angol fordítóként.
2017-ben lágyrészszarkómát diagnosztizáltak nála.

## Díjai, elismerései
- Hevesi Sándor-díj (2011)[12]
- Bálint Lajos-vándorgyűrű (2015)[13]
- Szép Ernő-jutalom (2017)[14]